# Regioni di formazione stellare delle Vele
Le regioni di formazione stellare delle Vele sono tutte le nubi molecolari e le regioni di gas ionizzato, visibili in direzione della costellazione australe delle Vele, in cui hanno luogo dei processi di formazione stellare. Le strutture visibili in questa direzione non formano un unico complesso fisicamente unito, ma costituiscono dei sistemi spesso indipendenti e situati anche a grandi distanze fra loro, che però appaiono sulla nostra linea di vista in successione uno dietro l'altro.
Le regioni di formazione stellare più vicine al sistema solare in questa direzione sono i cosiddetti globuli cometari, delle nubi di gas molecolare situate a circa 450 parsec di distanza e associate all'immensa Nebulosa di Gum, fortemente consumate dall'azione del vento stellare delle stelle massicce situate nelle vicinanze, in cui ha luogo la nascita di stelle di media e piccola massa.
I complessi nebulosi più estesi in questa direzione fanno invece parte di una maxistruttura chiamata Vela Molecular Ridge; questo eterogeneo sistema nebuloso si estende in particolare sul bordo nordoccidentale della costellazione, dove sono presenti le regioni H II più cospicue, catalogate come Gum 14 e Gum 17. Le stelle di grande massa formano in questa regione delle estese associazioni OB, indicate con le sigle Vela R2 e Puppis R2, situate alla distanza di circa 850 e 950 parsec rispettivamente.
I sistemi nebulosi più remoti osservabili in direzione delle Vele si trovano in particolare nel Braccio di Perseo, uno dei bracci di spirale maggiori della Via Lattea, e in corrispondenza del cosiddetto Nuovo Braccio Esterno, probabilmente un prolungamento del Braccio del Cigno.

## Osservazione

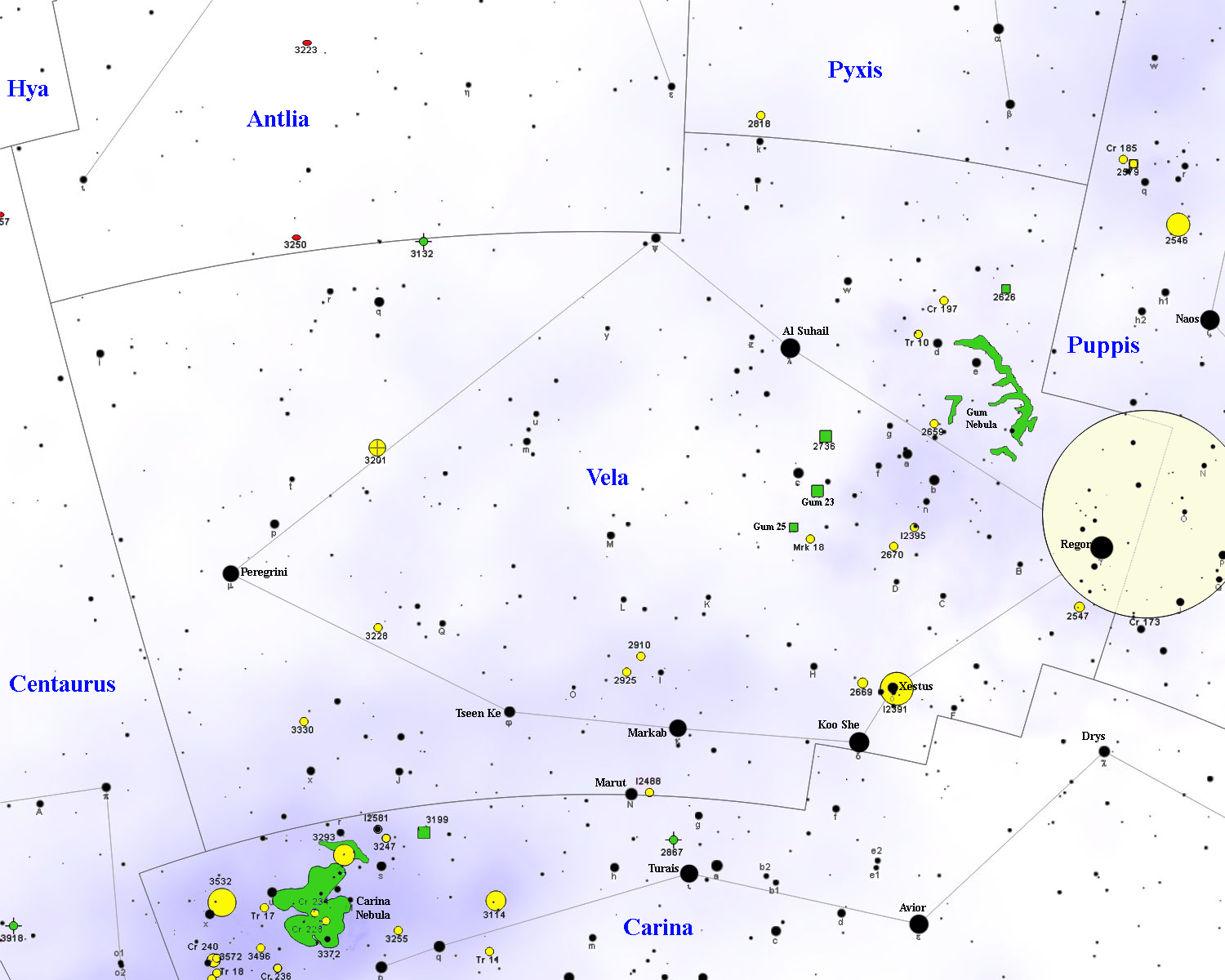
Mappa della costellazione delle Vele.

La costellazione delle Vele si trova a declinazioni fortemente australi, comprese mediamente fra i -40° e i -50°; ciò comporta che la sua osservazione dalle regioni dell'emisfero boreale ne risulti assai penalizzata. Dalle latitudini corrispondenti all'Europa centrale non è praticamente mai osservabile, mentre alla latitudine 40°N, ossia quella che attraversa il Mar Mediterraneo e la parte centrale degli Stati Uniti d'America, la visibilità risulta molto penalizzata a causa della bassa elevazione sopra l'orizzonte meridionale; perché sia osservabile completamente occorre trovarsi almeno a una latitudine di 34°N. Nella fascia tropicale boreale, al contrario, la visibilità è buona, mentre è ottimale da tutto l'emisfero australe.
Le componenti nebulose della costellazione sono difficilmente osservabili, al punto che l'osservazione diretta può risultare assai difficoltosa se non si dispone di opportuni filtri; delle buone rese sono date dalle fotografie astronomiche, che rivelano, specialmente nel settore occidentale delle Vele, una tenue nebulosità diffusa che avvolge i ricchi campi stellari di fondo: questa nebulosità costituisce la parte orientale della Nebulosa di Gum, un antico resto di supernova situato a circa 450 parsec dal Sole. Un'altra nube facilmente individuabile è NGC 2626, una nebulosa a riflessione facente parte del Vela Molecular Ridge; può essere individuata con strumenti di potenza medio-elevata muniti di filtri. Le componenti stellari, al contrario, sono parzialmente visibili anche a occhio nudo e concorrono a formare un ricco campo stellare, caratteristico della parte nordoccidentale delle Vele; in particolare, l'area di cielo visibile fra λ Velorum e γ Velorum è occupata dall'associazione stellare Vela OB1, fisicamente legata al Vela Molecular Ridge. Un'altra associazione facilmente individuabile è costituita da alcune stelle di colore blu situate attorno alla brillante γ Velorum, nota come Vela OB2.
Il periodo migliore per la sua osservazione nel cielo della sera ricade nei mesi compresi fra dicembre e aprile; dall'emisfero sud la costellazione delle Vele, assieme alle altre componenti della Nave Argo, domina i cieli dell'estate, assieme alle brillanti stelle Sirio e Canopo.

## Ambiente galattico

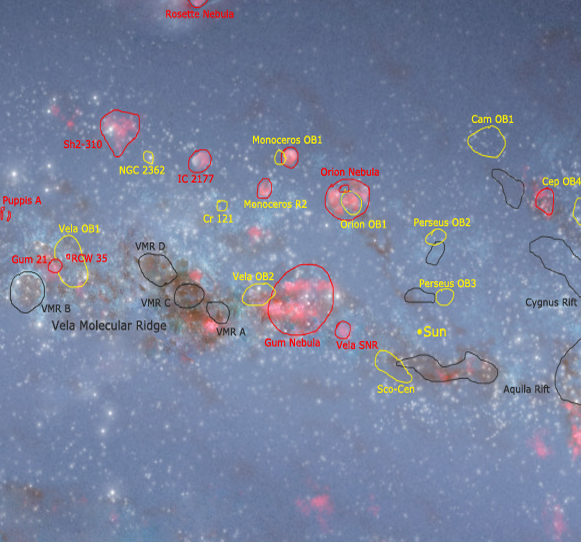
Mappa del Braccio di Orione in direzione delle Vele; il Sole è a destra.

La Via Lattea in direzione delle Vele presenta una sovrapposizione di oggetti e strutture, tutte allineate con il piano galattico; situazioni di questo genere possono tendenzialmente ostacolare l'osservazione delle grandi regioni nebulose, a causa dell'elevato disturbo delle forti radiazioni di fondo. Tutte le regioni poste entro i 2000 parsec di distanza appartengono al Braccio di Orione e in particolare al tratto più esterno; in questa direzione infatti il Braccio di Orione si osserva lungo il suo asse, fino al suo termine.
La struttura più vicina al Sole in questa direzione è la famosa Nebulosa delle Vele, un resto di supernova originatosi circa 11400 anni fa; si trova a circa 300 parsec dal Sole e presenta dei brillanti filamenti. L'oggetto che più di tutti domina però questa parte di cielo è la grande Nebulosa di Gum, che si estende per circa 30° occupando anche la parte meridionale della costellazione della Poppa; si tratta di una grande bolla in espansione generata probabilmente dall'esplosione di una o più supernovae, una delle quali potrebbe essere stata in origine una compagna fisica della stella Naos (ζ Puppis). La distanza della nube è di circa 450 parsec, la medesima dell'associazione Vela OB2.
Al di là di questa nebulosa, a una distanza compresa fra 700 e 1000 parsec dal Sole, si trova il Vela Molecular Ridge, un esteso complesso di nubi molecolari giganti cui sono associate diverse regioni H II; esso appare allineato con la Nebulosa di Gum e in corrispondenza dell'associazione Vela OB1, che occupa la parte centrale della costellazione. A circa 500 parsec di distanza dalle nubi centrali del complesso si trova l'associazione Cr 121, visibile in direzione del Cane Maggiore; quest'associazione è legata fisicamente a Canis Major OB1, un'estesa associazione OB originatasi dalla regione che ospita la nube nota come Nebulosa Gabbiano.
A circa 1800-2000 parsec di distanza dal Sole si estendono le regioni più remote del Vela Molecular Ridge, in cui sono comprese le nubi denominate VMR B e Gum 21; l'ambiente galattico è il medesimo in cui si trova anche il famoso resto di supernova Puppis A. Oltre questi complessi, si estende la regione inter-braccio, in particolare quella compresa fra il Braccio Sagittario-Carena, più interno, e il tratto terminale Braccio di Perseo, posto esternamente. Le nebulose più remote osservabili in questa direzione appartengono in prevalenza a quest'ultimo, che è uno dei due bracci maggiori della Via Lattea; al di là di questo ve n'è uno ancora più esterno, probabilmente una continuazione del Braccio del Cigno, noto come "Nuovo Braccio Esterno".

## Strutture del Braccio di Orione
Le regioni di formazione stellare situate nel Braccio di Orione che sono visibili in direzione delle Vele sono comprese entro una distanza di circa 2500 parsec; le regioni più estreme si collocano nelle vicinanze della sorgente Puppis A, un antico resto di supernova visibile al confine fra Poppa e Vele, e l'estesa associazione Turner 5, un gruppo di stelle bianco-azzurre molto disperso situato fra le Vele e la Macchina Pneumatica.

### La Nebulosa di Gum

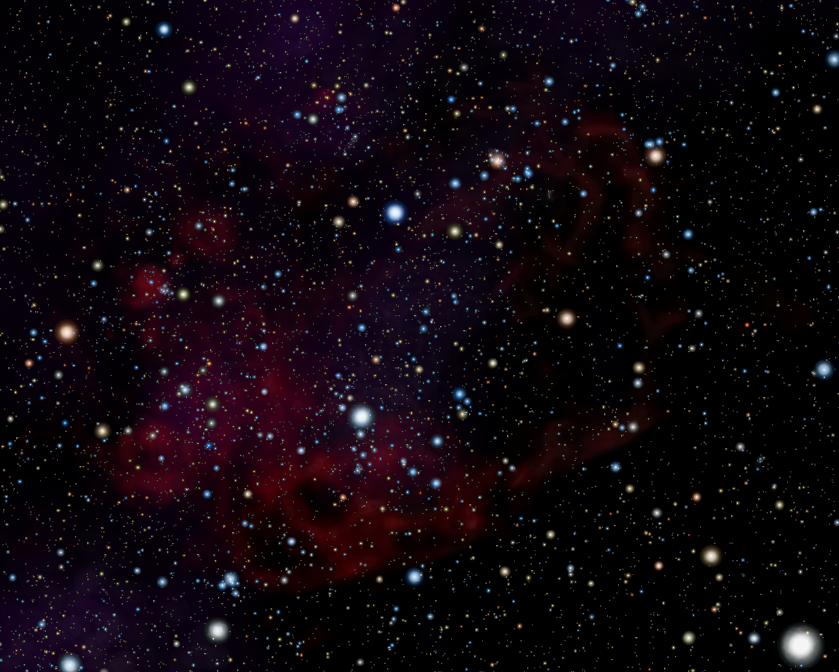
La Nebulosa di Gum. La stella luminosa in basso a destra è Canopo.

La Nebulosa di Gum (nota anche con la sigla Gum 12), è di gran lunga la nebulosa conosciuta più estesa dell'intera volta celeste, sia per le sue dimensioni reali, sia per la sua relativa vicinanza. Scoperta da Colin Stanley Gum all'inizio degli anni cinquanta, sulla sua origine si è dibattuto a lungo: alcuni scienziati hanno ipotizzato che si tratti di un'antica sfera di Strömgren, ossia una bolla di idrogeno ionizzato, mentre secondo altre ipotesi si tratterebbe di un resto di supernova. La teoria sull'origine della nebulosa più accreditata appare essere quest'ultima, ossia essa sarebbe il risultato dell'espansione della nube in seguito all'esplosione di una o più supernovae.
La nebulosa si estende per circa 30° di volta celeste, fra le longitudini galattiche l = 245° e l = 275°, e copre la parte occidentale della costellazione delle Vele e quella sudorientale di quella della Poppa, dall'asterismo della Falsa Croce fino alla stella π Puppis. Secondo alcuni studi, una delle stelle che avrebbero dato origine a questa nebulosa è stata una compagna fisica di Naos (ζ Puppis) che, esplodendo come supernova, avrebbe alterato il moto di questa stella facendolo accelerare, diventando così una stella fuggitiva. L'espansione della Nebulosa di Gum avviene in modo disomogeneo nelle sue differenti porzioni: la parte rivolta verso il Sole si espanderebbe infatti a una velocità superiore rispetto alla parte opposta, dove potrebbe essere ostacolata dalla presenza del Vela Molecular Ridge.
L'onda d'urto causata dall'espansione della Nebulosa di Gum e l'intensa radiazione ultravioletta delle stelle di grande massa della regione hanno eroso e compresso i gas delle nubi circostanti, favorendo in molti casi i processi di formazione stellare; questi fenomeni riguardano in particolare la nascita di stelle di piccola e media massa. Attorno alla nebulosa sono presenti infatti alcune piccole nubi di polveri e gas neutri, composti da un nucleo denso e da una lunga chioma; queste strutture sono note come globuli cometari e si sono generati a causa dell'erosione di nubi molecolari indipendenti ad opera dell'intensa radiazione delle stelle giganti presenti nella regione, in particolare γ Velorum e la stessa ζ Puppis. Questa radiazione strappa via gli strati gassosi più esterni delle nubi, che si disperdono nella direzione opposta alle fonti di radiazione andando così a costituire la struttura a chioma. Secondo altre ipotesi, la fonte dell'energia che ha divelto gli strati esterni delle nubi non sarebbe la radiazione ultravioletta delle due stelle, ma la potente onda d'urto causata dall'esplosione delle supernovae che avrebbero generato la nubulosa. I globuli cometari individuati in questa regione sono 36 e la maggior parte di essi si concentra attorno alle coordinate galattiche l = 260°; b = -4°; al loro interno si sono osservati alcuni oggetti di Herbig-Haro, costituendo delle prove evidenti dell'attività di formazione stellare.

### Il Vela Molecular Ridge

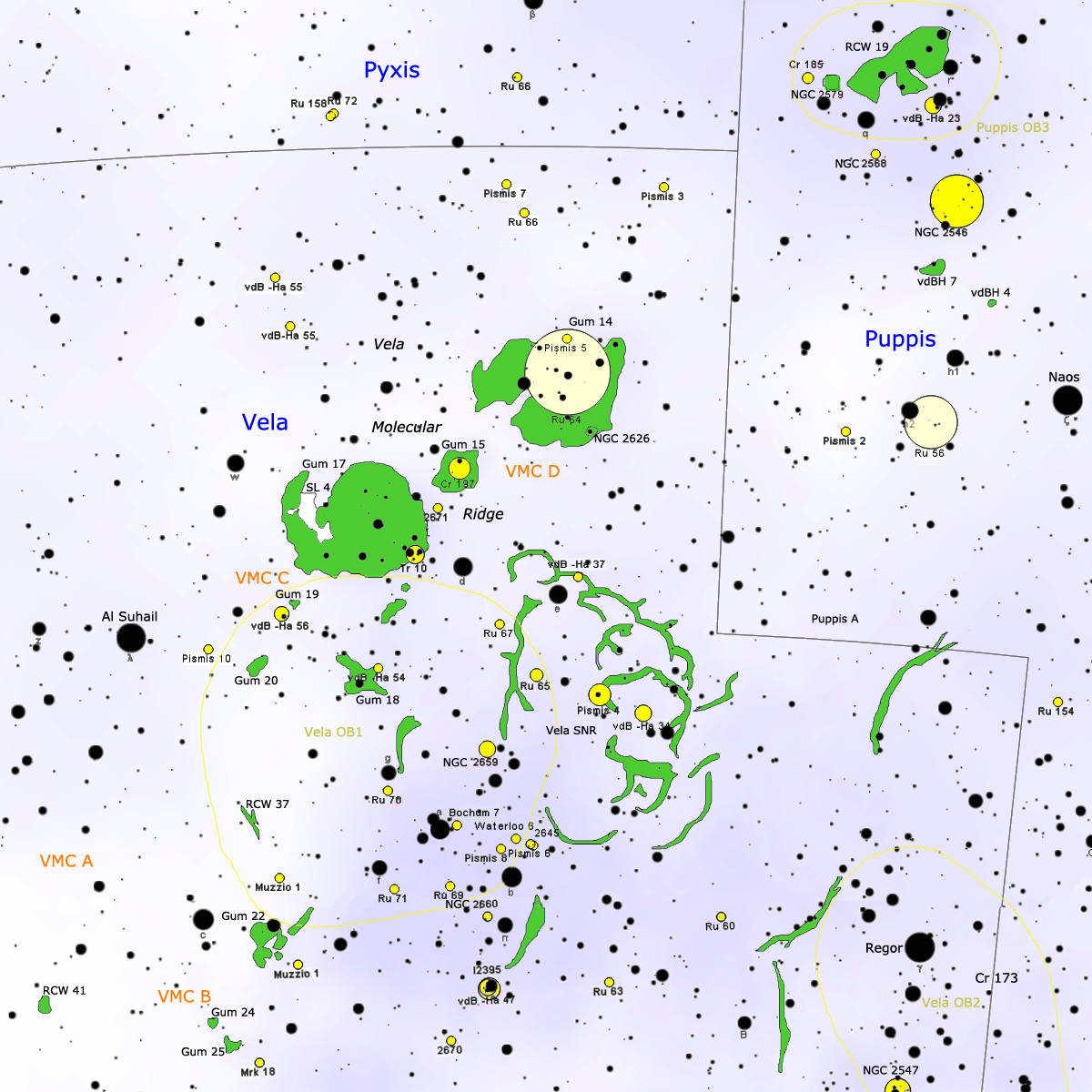
Mappa del Vela Molecular Ridge.

Il Vela Molecular Ridge (VMR) è un grande complesso di nubi molecolari giganti disposte a formare una concatenazione in senso nordovest-sudest. Le quattro nubi maggiori sono indicate con le lettere A-B-C-D, dalla più orientale alla più occidentale; tre di queste, A, C e D, si trovano a circa 700-1000 parsec di distanza e costituiscono un unico sistema nebuloso, mentre la nube B si trova in una posizione più remota, a circa 2000 parsec di distanza.
Le due strutture più luminose e meglio osservabili sono VMR C e VMR D, visibili poco a nord dei tenui filamenti della Nebulosa delle Vele; all'interno di queste nubi sono state identificate, tramite studi sulle emissioni al C18O, 27 nubi minori, la più massiccia delle quali, in direzione di VMR C, possiede una massa pari a 44.000 M⊙, mentre le più piccole variano dalle 100 alle 1000 M⊙. Ognuna di queste nubi possiede al suo interno delle sorgenti infrarosse, coincidenti con altrettante protostelle; delle sorgenti osservate, 32 giacciono all'interno di queste nubi minori, mentre 45 appaiono disperse al loro esterno, indice che queste sorgenti sono maggiormente concentrate all'interno dei piccoli addensamenti nebulosi, in cui avviene anche la gran parte dei fenomeni di formazione stellare del complesso.
Secondo alcuni scienziati, la sequenza dei fenomeni di formazione stellare nella nube VMR D ha avuto origine in una regione localizzata nella parte sudoccidentale del complesso, in cui si osservano le componenti più massicce di classe spettrale O e B e alcune nubi molecolari disperse; questa regione è situata in corrispondenza della parte meridionale della nube D e ha ospitato i primi fenomeni generativi in un periodo compreso fra 1 e 10 milioni di anni fa. Successivamente questi fenomeni, sia a causa dell'espansione di una bolla causata dal vento stellare delle giovani stelle calde, sia probabilmente a causa della stessa azione della radiazione di queste stelle, si sono estesi alle regioni Gum 14 e forse Gum 17, dove si osservano diverse popolazioni di stelle T Tauri. Tali fenomeni si sono infine estesi alla nube C e in particolare a Gum 20.
Alle nubi situate a 700 parsec è associata una brillante associazione OB, nota come Vela R2; fra le stelle appartenenti a quest'associazione è presente una gran quantità di gas e polveri interstellari, in parte illuminata per la riflessione della luce delle stelle. La sua età è stimata fra poche centinaia di migliaia di anni e pochi milioni di anni. Alla nube B invece sarebbe associata la grande associazione Vela OB1, che conta diverse decine di stelle di grande massa, fra le quali due supergiganti gialle. Gran parte di queste stelle appare però oscurata dalle polveri interstellari che si frappongono sulla linea di vista. In aggiunta alle associazioni OB vi sono le cosiddette associazioni T, ossia dei popolosi gruppi di stelle T Tauri; questi gruppi si ritrovano in particolare nelle nubi Gum 14 e Gum 17 e costituiscono una prova evidente di recenti fenomeni di formazione stellare.

### Altre regioni

RCW 32, una delle nebulose più brillanti fra VMR C e VMR D.

Fra le regioni H II più prominenti delle Vele si trova Gum 15 (RCW 32); si tratta di una nube estesa per circa 30' posta a circa 1000 parsec di distanza in direzione del VMR C, con la quale sarebbe associata, e appare dominata dalle giovani stelle azzurre facenti parte dell'ammasso aperto Cr 197. Altri studi la collocano invece ad appena 424 parsec. La principale responsabile della ionizzazione dei gas della nube sarebbe la stella HD 74804, una stella di classe B identificata a volte come una stella di sequenza principale e a volte come una gigante brillante. La parte centrale di questa nebulosa è oscurata da una striscia di polveri oscure, catalogata come SL 2, la cui velocità radiale, pari a +22,4 km s−1, è paragonabile con quella delle stelle di Cr 197. In direzione del complesso sono note 21 stelle con emissioni Hα, 15 delle quali sono in realtà delle stelle T Tauri e due sono stelle Ae/Be di Herbig. A queste si aggiungono altre 70 stelle che mostrano delle caratteristiche proprie delle T Tauri, più una trentina di sorgenti di raggi X, sempre associate a questo tipo di oggetti stellari giovani. Secondo alcuni studiosi, questa nube è strettamente legata alla vicina Gum 14 (RCW 27) e assieme costituiscono un'unica regione di formazione stellare, indicata con la sigla SFR 265.00-2.00.
Ad una distanza simile, o leggermente inferiore (700-800 parsec) si estende una nebulosa oscura nota come DC268.1+1.8; si osserva in direzione della nube VMR A, sul bordo della VMR C, e risalta notevolmente grazie alla presenza di un ricco campo stellare di fondo. La nube è composta da due parti principali orientate in senso est-ovest e connesse fra loro da sottili filamenti nebulosi; parte del gas della nube occidentale (Sa 114) è illuminato da tre stelle azzurre appartenenti all'associazione Vela R2, formando la nebulosa a riflessione vdBH 29. La nube occidentale di DC268.1+1.8 ospita anche un oggetto di Herbig-Haro noto come HH 75; la sorgente dell'energia di quest'oggetto non è stata identificata con precisione: secondo alcuni studi potrebbe essere la sorgente infrarossa IRAS 09094−4522, che pare coincidere con la stella vdBH 29b e appare ben allineata col getto di HH 75; secondo altri studi però questa sorgente, indicata anche come LLN92 47, si collocherebbe a circa 200 parsec di distanza dalla nube in direzione del Sole, rendendola di fatto un oggetto posto in primo piano. Nella nebulosa vi è anche un secondo oggetto, HH 133, situato nei pressi di un'altra sorgente infrarossa, IRAS 09092−4516.
Alla distanza di circa 2900-3100 parsec si trova Gum 19 (RCW 34), una piccola regione H II situata probabilmente al di fuori del Braccio di Orione, in una zona inter-braccio; la responsabile della sua ionizzazione è vdBH 25a, una stella blu di sequenza principale che appare in direzione della nebulosa a riflessione vdBH 25, la quale però essendo posta a circa 700 parsec di distanza dal Sole, non è fisicamente associata a Gum 19. All'interno della nebulosa sono stati identificati due maser, uno ad acqua e uno a metanolo, entrambi oggetti tipici delle regioni H II ultracompatte ospitanti oggetti stellari in formazione. Sul bordo settentrionale della nebulosa, a nord del fronte di ionizzazione della stella vdBH 25a, si trova la brillante sorgente infrarossa IRAS 08546−4254, coincidente con una giovane stella massiccia, attorno alla quale sarebbero attivi dei fenomeni di formazione stellare, in particolare sul bordo del fronte di ionizzazione; nei pressi di questa sorgente è stato scoperto anche un piccolo ammasso infrarosso, DBS2003 28.

## Strutture oltre il Braccio di Orione

Gum 26, una grande regione H II situata sul Braccio di Perseo.

Al di là dei 2500-3000 parsec si estende la zona inter-braccio compresa fra i due bracci maggiori del Sagittario-Carena e di Perseo; a causa della curvatura dei bracci di spirale, gli oggetti posti oltre questa zona ricadono nella parte terminale del Braccio di Perseo, che in questo tratto appare in parte fortemente oscurato dalle polveri galattiche. La nebulosa più notevole situata in questa regione inter-braccio è Gum 24 (RCW 39); si tratta di una nebulosa poco studiata situata a una distanza di circa 3000 parsec, molto simile a quella di RCW 34, visibile alcuni gradi a nordovest. Secondo alcuni studi tuttavia sarebbe fisicamente connessa alla nube VMR B, a soli 1700 parsec di distanza. Il fronte di ionizzazione proverrebbe dalla stella HD 78344, una supergigante blu di magnitudine 9,09. La nebulosa è una forte sorgente di radiazione infrarossa ed è probabilmente associata a due nubi molecolari con emissioni CO. La nube ospiterebbe dei fenomeni di formazione stellare, come è provato dalla presenza di un maser ad acqua, situato a sudest della zona centrale della nebulosa, a cui sembra essere associata IRAS 09017−4814, una delle 7 sorgenti di radiazione infrarossa note nella nube.
In direzione del Vela Molecular Ridge, nella parte nordoccidentale della costellazione, si trova una grande superbolla in espansione nota come GS263-02+45, estesa per oltre 600 parsec; questa struttura è collocata sul Braccio di Perseo alla distanza di circa 5300 parsec, e sembra essere associata al giovanissimo ammasso aperto Bochum 7. La massa di idrogeno neutro contenuta nella superbolla è pari a circa 1,5 milioni di masse solari ed è stata probabilmente originata o dall'esplosione di una supernova, oppure dall'azione del vento stellare delle stelle giovani in essa contenute; se la causa dell'espansione è imputabile a queste stelle, la sua età dinamica sarebbe compresa fra 13 e 30 milioni di anni. L'ammasso Bochum 7 si trova ad una distanza paragonabile a quella della superbolla, o leggermente inferiore, e ciò fa ritenere, assieme alle misurazioni del moto proprio delle sue componenti stellari, che sia legato ad essa; la sua formazione potrebbe essere legata all'interazione fra la superbolla e le nubi neutre circostanti: l'espansione di GS263-02+45 infatti potrebbe aver compresso queste nubi favorendo così i processi di formazione stellare. Bochum 7 è di fatto un'associazione OB, essendo composto in prevalenza da stelle calde e massicce di classe spettrale O e B; la presenza a breve distanza di una sorgente infrarossa (IRAS 08426-4601), fa pensare che nella regione siano attivi fenomeni di formazione stellare sequenziali.
Al di là del Braccio di Perseo, o sul bordo estremo del Braccio Sagittario-Carena, in una regione ultraperiferica della Via Lattea, si estende la grande nebulosa Gum 26 (RCW 42); si tratta di una regione H II di grandi dimensioni, una delle più massicce conosciute, la cui distanza è stimata sui 6400 parsec. Secondo alcuni studi, questa nebulosa è associata ad un chimney ("camino") galattico gigante, indicato con la sigla GSH 277+00+36; questa struttura, del diametro di circa 600 parsec, attraversa per intero il piano galattico, avendo una lunghezza pari a 1000 parsec. Ad esso è associata una gran quantità di idrogeno neutro, mentre la struttura a colonna che costituisce il corpo del chimney appare vuota all'interno. L'origine della struttura non è ben compresa, dato che alla distanza in cui essa giace non è stato possibile individuare oggetti stellari o ammassi galattici in dissipazione; fra le varie possibilità è stata inclusa quella di un possibile impatto di una nube ad alta velocità col piano galattico.

## Associazioni OB

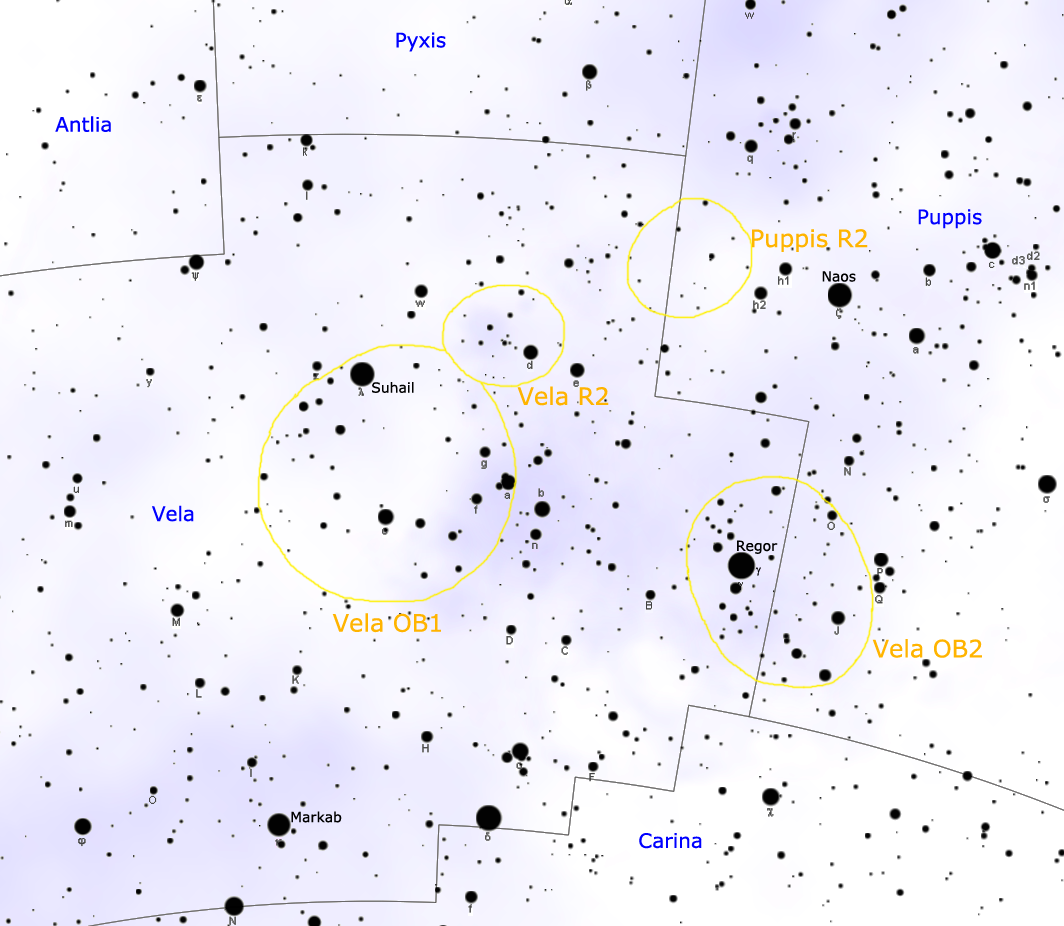
Mappa della costellazione delle Vele con in evidenza le quattro associazioni OB appartenenti al Braccio di Orione.

Un'associazione OB è un'associazione stellare di recente formazione che contiene decine di stelle massicce di classe spettrale O e B, ossia blu e molto calde; si formano assieme nelle nubi molecolari giganti, il cui gas residuo, una volta che le stelle sono formate, viene spazzato via dal forte vento stellare. Entro pochi milioni di anni, gran parte delle stelle più luminose dell'associazione esplodono come supernovae, mentre le stelle più piccole sopravvivono per molto più tempo, avendo una massa inferiore. Si crede che la gran parte delle stelle della nostra Galassia siano in origine appartenute ad associazioni OB. Paradossalmente, si possono conoscere più facilmente le associazioni OB di altre galassie piuttosto che della nostra, a causa della presenza delle nubi oscure che mascherano la gran parte degli oggetti interni alla Via Lattea.
Le maggiori associazioni OB visibili in direzione delle Vele appartengono tutte al Braccio di Orione. La più prossima è situata a circa 420 parsec ed è nota come Vela OB2, legata alla Nebulosa di Gum; in corrispondenza delle nubi C e D del Vela Molecular Ridge, a circa 850 parsec, vi sono le due associazioni R, Puppis R2 e Vela R2, le cui componenti stellari sono avvolte in tenui banchi nebulosi. Vela OB1 è invece la più estesa, sebbene sia anche la più remota, posta a oltre 1500 parsec di distanza.

### Vela OB1
Vela OB1 è un'estesa associazione OB individuata nel 1978 e probabilmente legata alle regioni più distanti del Vela Molecular Ridge; essa occupa la parte nordoccidentale delle Vele e contiene 15 stelle giganti di classe O e B facilmente individuabili, cui si aggiungono due supergiganti gialle di classe F e altre di massa inferiore. La sua estensione è di circa 6° x 4°, che alla distanza media di 1690 parsec corrispondono a circa 180 x 120 parsec. Le stime della sua distanza infatti variano a seconda delle interpretazioni: tutti gli studiosi concordano sul fatto che quest'associazione è composta da più agglomerati di stelle, i quali secondo alcuni si trovano a 1200, 1700 e 2300 parsec di distanza e pertanto nei pressi della nube VMR B, mentre secondo altri si trovano a 700, 1410 e 1430 parsec, dunque più in prossimità delle nubi VMR A e VMR C. I vari sottogruppi sono stati indicati con le lettere A, B e C, e sono ordinati sia dal più occidentale al più orientale, sia dal più vicino al più lontano. Alle 15 stelle identificate nel 1978 se ne aggiungono 55 altrettanto luminose, ma fortemente oscurate dalle polveri interstellari; fra le componenti dell'associazione potrebbe esserci pure la nota sorgente di raggi X Vela X-1, una pulsar binaria.
All'associazione sono legate probabilmente le nebulose Gum 18 e Gum 22, data la loro distanza compatibile, mentre le componenti più luminose sono le giganti blu HD 75211, di classe O e magnitudine 7,55, e CD-47 4551 (LS 1216), una stella con forti linee di emissione di magnitudine 8,45.

### Vela OB2
Vela OB2 è l'associazione OB più prossima al Sole visibile in direzione della costellazione delle Vele, nonché una delle più vicine in assoluto, dopo l'associazione Scorpius-Centaurus; essendo alla distanza media di circa 410-420 parsec, viene a trovarsi fisicamente all'interno della Nebulosa di Gum. Vela OB2 è facilmente individuabile anche con un binocolo, grazie alla luminosità delle sue componenti, e persino ad occhio nudo, sotto buone condizioni osservative. L'associazione conta quasi un centinaio di componenti sparse su un diametro di circa 6°, le più luminose delle quali sarebbero la stessa γ Velorum, situata apparentemente presso il suo centro geometrico, più altre stelle di quarta e quinta magnitudine, come HD 68324, HD 64740 e HD 65818. Con lo studio dei dati del satellite Hipparcos, si è potuto determinare che l'associazione Vela OB2 di fatto coincide con l'esteso ammasso aperto catalogato negli anni trenta da Per Collinder con la sigla Cr 173, sebbene egli gli diede una diversa distanza. In effetti le stime sulla distanza di quest'associazione sono a tratti controverse, variando dai 380 ai 500 parsec, così come pure è controversa la presenza all'interno dell'associazione della pulsar delle Vele.
Alcuni scienziati hanno messo in dubbio l'appartenenza effettiva di γ Velorum all'associazione, poiché la sua età sarebbe diversa rispetto alle stelle dell'associazione stessa: Vela OB2 avrebbe infatti un'età di circa 10-20 milioni di anni, mentre γ Velorum sarebbe più giovane, con un'età di circa 3-4 milioni di anni. Gli stessi scienziati hanno ipotizzato che l'intensa radiazione ultravioletta di questa stella di Wolf-Rayet possa aver spazzato via il gas residuo, interrompendo di fatto la formazione stellare. γ Velorum si collocherebbe inoltre al centro di un ben distinto sottogruppo, posto nei pressi dell'associazione; probabilmente questa separazione è dovuta al fatto che i processi di formazione stellare hanno avuto luogo in più punti distinti dell'originaria nube molecolare gigante, probabilmente in sequenza temporale.

### Vela R2

Campo stellare in direzione dell'associazione Vela R2.

Vela R2 è una brillante associazione comprendente stelle di classe B immerse in nebulosità diffuse; è stata individuata nel 1975 e si estende in direzione della nube VMR C per alcuni gradi quadrati. Essa comprende 9 stelle supermassicce di classe spettrale B e magnitudini comprese fra l'ottava e la quattordicesima, con un'età media di circa un milione di anni. La sigla R sta a indicare che l'associazione è legata a delle nebulose a riflessione, fra le quali vdBH 25b, vdBH 27 e vdBH 28; a quest'ultima è associato un gruppo di 8 stelle con deboli emissioni Hα, mentre un altro gruppo con altre 8 stelle simili è legato alla nube vdBH 27. Queste stelle possiedono una massa notevolmente inferiore alle giganti di classe B e appartengono probabilmente alla stessa generazione delle componenti più massicce di Vela R2. Sul bordo sudoccidentale dell'associazione si trova un altro gruppo di 16 stelle Hα, connesso a due oggetti HH, a riprova della giovane età dell'associazione stessa. La distanza di Vela R2 è stata stimata attorno agli 850 parsec, nella stessa regione galattica delle nubi VMR C e VMR D. Nella stessa direzione si osserva un'altra stella, nota come vdBH 25a; questa però non farebbe parte dell'associazione, ma sarebbe fisicamente connessa alla nube Gum 19 (RCW 34), posta a oltre 3000 parsec di distanza.

### Puppis R2
L'associazione Puppis R2 si individua a cavallo fra le costellazioni della Poppa e delle Vele; conta una decina di stelle di classe B e A situate sulla sequenza principale, avvolte in nebulosità; l'associazione dista circa 950 parsec ed è connessa fisicamente alla parte occidentale del Vela Molecular Ridge, in particolare alla nube D. L'associazione è composta da due sottogruppi: il più occidentale ricade completamente nella costellazione della Poppa e comprende le stelle nebulose vdBH 3, vdBH 4 e vdBH 7; il secondo sottogruppo sconfina nelle Vele e comprende NGC 2626, vdBH 18 e vdBH 20. Quest'ultimo sottogruppo in particolare appare esattamente sulla linea di vista della nube VMR D e della regione H II Gum 14 (RCW 27); il sottogruppo più occidentale invece si estende a nord di ζ Puppis e a sud dell'associazione Puppis R3, la quale, trovandosi a una distanza di circa 1600 parsec, non è fisicamente connessa col Vela Molecular Ridge, ma costituisce un gruppo a parte probabilmente legato a Puppis OB3.

### Testi generali
- (EN) Robert Burnham, Jr, Burnham's Celestial Handbook: Volume Two, New York, Dover Publications, Inc., 1978.
- (EN) Thomas T. Arny, Explorations:  An Introduction to Astronomy, 3 updatedª ed., Boston, McGraw-Hill, 2007, ISBN 0-07-321369-1.
- AA.VV, L'Universo - Grande enciclopedia dell'astronomia, Novara, De Agostini, 2002.
- J. Gribbin, Enciclopedia di astronomia e cosmologia, Milano, Garzanti, 2005, ISBN 88-11-50517-8.
- W. Owen, et al, Atlante illustrato dell'Universo, Milano, Il Viaggiatore, 2006, ISBN 88-365-3679-4.

### Testi specifici

#### Sull'evoluzione stellare
- (EN) C. J. Lada, N. D. Kylafits, The Origin of Stars and Planetary Systems, Kluwer Academic Publishers, 1999, ISBN 0-7923-5909-7.
- A. De Blasi, Le stelle: nascita, evoluzione e morte, Bologna, CLUEB, 2002, ISBN 88-491-1832-5.
- C. Abbondi, Universo in evoluzione dalla nascita alla morte delle stelle, Sandit, 2007, ISBN 88-89150-32-7.

#### Sulle regioni di formazione stellare delle Vele
- Pettersson, B., Young Stars and Dust Clouds in Puppis and Vela, in Handbook of Star Forming Regions, Volume II: The Southern Sky ASP Monograph Publications, vol. 5, dicembre 2008,  p. 43, ISBN 978-1-58381-670-7. (Versione in pdf)

### Carte celesti
- Toshimi Taki, Taki's 8.5 Magnitude Star Atlas, su geocities.jp, 2005. URL consultato il 7 novembre 2010 (archiviato dall'url originale il 5 novembre 2018). - Atlante celeste liberamente scaricabile in formato PDF.
- Tirion, Rappaport, Lovi, Uranometria 2000.0 - Volume II - The Southern Hemisphere to +6°, Richmond, Virginia, USA, Willmann-Bell, inc., 1987, ISBN 0-943396-15-8.
- Tirion, Sinnott, Sky Atlas 2000.0, 2ª ed., Cambridge, USA, Cambridge University Press, 1998, ISBN 0-933346-90-5.
- Tirion, The Cambridge Star Atlas 2000.0, 3ª ed., Cambridge, USA, Cambridge University Press, 2001, ISBN 0-521-80084-6.